# Oedalea zetterstedti
Oedalea zetterstedti är en tvåvingeart som beskrevs av Collin 1926. Oedalea zetterstedti ingår i släktet Oedalea och familjen puckeldansflugor. Arten är reproducerande i Sverige. Inga underarter finns listade i Catalogue of Life.